# 池田幸一
池田 幸一（いけだ こういち、1946年7月21日 - ）は、日本の政治家。元三重県久居市長（2期）。旭日小綬章受章。

## 来歴
三重県出身。1965年、三重県立松阪商業高等学校卒。久居市議会議員、同議長を経て、2001年、久居市長選挙に立候補し無投票で当選した。2005年に再選。久居市は翌2006年に津市と合併することとなったため、最後の久居市長となった。2016年秋の叙勲で旭日小綬章を受章。